# Blatná na Ostrove
Blatná na Ostrove (Hongaars: Sárosfa, Duits: Sarischdorf) is een Slowaakse gemeente in de regio Trnava, en maakt deel uit van het district Dunajská Streda.
Blatná na Ostrove telt 892 inwoners.